# جواو أوغويار
جواو أوغويار (مواليد 8 سبتمبر 1983) هو سبّاح أنغولي، مثّل بلاده في الألعاب الأولمبية الصيفية 2000.

## روابط خارجية
جواو أوغويار على موقع أوليمبيديا (الإنجليزية)